# Llista de mamífers més grossos

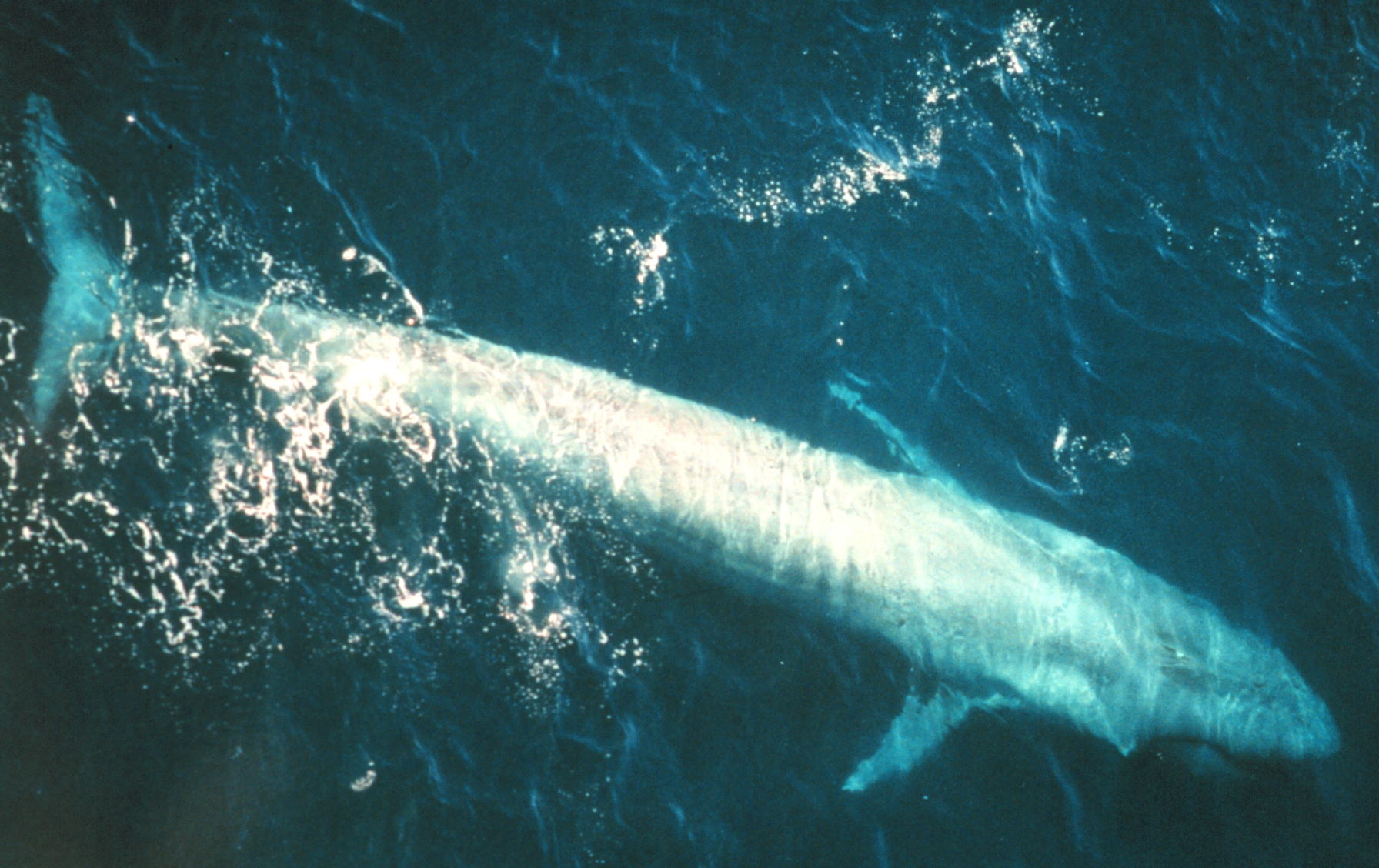
El rorqual blau és un dels candidats a mamífer (i animal) més gros de tots els temps.

Aquesta és una llista dels mamífers vivents més grossos de cada ordre:
- Afrosorícides: musaranya llúdria gegant (Potamogale velox), amb un pes d'1 kg i una llargada de 0,64 m[1]
- Artiodàctils: hipopòtam (Hippopotamus amphibius), amb un pes de 4.500 kg,[2] i girafa (Giraffa camelopardalis), amb una alçada de 5,8 m[3]
- Carnívors: elefant marí meridional (Mirounga leonina), amb un pes de 5.000 kg i una llargada de 6,9 m[4]
- Cetacis: rorqual blau (Balaenoptera musculus), amb un pes de fins a 200 tones i una llargada de fins a 32,9 m[5]
- Cingulats: armadillo gegant (Priodontes maximus), amb un pes de 54 kg, una alçada a la creu de 0,55 m i una llargada d'1,6 m.[6]
- Damans: damà roquer del Cap (Procavia capensis), amb un pes de 5,4 kg i una llargada de 73 cm
- Dasiüromorfs: diable de Tasmània (Sarcophilus harrisii), amb un pes de fins a 14 kg i una llargada de fins a 110 cm[7]
- Didelfimorfs: opòssum de Virgínia (Didelphis virginiana), amb un pes de fins a 6,4 kg i una llargada de fins a 141 cm[8]
- Diprotodonts: cangur vermell (Osphranter rufus), amb un pes de 91 kg i una alçada de 2,18 m[4]
- Eulipotifles: gimnur gros (Echinosorex gymnura), amb un pes de 2 kg i una llargada de 60 cm[4]
- Lagomorfs: llebre comuna, amb un pes de fins a 7 kg i una llargada de fins a 85 cm[9]
- Lèmurs voladors: lèmur volador malai (Galeopterus variegatus), amb un pes de 2 kg i una llargada de 73 cm[10]
- Macroscelideus: musaranya elefant caragrisa (Rhynchocyon udzungwensis), amb un pes de 0,75 kg i una llargada de 60 cm[11]
- Monotremes: equidna de musell llarg occidental (Zaglossus bruijni), amb un pes de fins a 16,5 kg i una llargada d'1 m[12]
- Pangolins: pangolí gegant (Smutsia gigantea), amb un pes de fins a 40 kg i una llargada de fins a 1,7 m[13]
- Pilosos: formiguer gegant (Myrmecophaga tridactyla, amb un pes de 65 kg, una llargada de 2,4 m i una alçada a la creu de 0,6 m[14]
- Perissodàctils: rinoceront blanc (Ceratotherium simum), amb un pes de 4.500 kg, una llargada de 4,7 m i una alçada a la creu d'1,85 m[15]
- Primats: goril·la oriental (Gorilla beringei), amb un pes de fins a 267 kg i una alçada de fins a 1,95 m[4]
- Proboscidis: elefant africà de sabana, amb un pes de fins a 10,4 tones[16]
- Ratpenats: guineu voladora de l'Índia (Pteropus giganteus), amb un pes d'1,6 kg,[17] i guineu voladora de coll vermell (Pteropus vampyrus), amb una envergadura de 2 m[17]
- Rosegadors: capibara (Hydrochoerus hydrochaeris), amb un pes de fins 105,4 kg, una alçada a la creu de 0,9 m i una llargada d'1,5 m
- Sirenis: manatí del Carib (Trichechus manatus), amb un pes de fins a 1.655 kg i una llargada de fins a 4,6 m[4]
- Tubulidentats: porc formiguer (Orycteropus afer), amb un pes de 65 kg, una alçada a la creu de 65 cm i una llargada d'1,3 m[18]
- Tupaies: tupaia comuna (Tupaia glis), amb un pes de fins a 187 g i una llargada de fins a 40 cm[19]